# Кханна, Твинкл
Ти́на Жати́н «Твинкл» Кха́нна (хинди टीना जतिन «ट्विंकल» खन्ना; 29 декабря 1974, Пуна, Индия) — индийская актриса
, кинопродюсер, колумнистка, писательница и дизайнер интерьеров.

## Биография
Тина Жатин Кханна родилась 29 декабря 1974 года в Пуне (штат Махараштра, Индия) в семье актёров Раджеша Кханна (1942—2012) и Димпл Кападия (род. 1957), которые были женаты с 1973 года и до смерти Раджеша в 2012 году. У Кханны есть младшая сестра — актриса Ринке Кханна (род. 1977).
Твинкл дебютировала в кино в 1995 году, сыграв роль Тины Оберой в фильме «Сезон дождей», за которую в 1996 году была награждена кинопремией Filmfare Awards в номинации «Лучший женский дебют». В 2001 году Кханна сыграла роль Анжали в фильме «Делайте всё для любви», после чего закончила карьеру в кино.
Помимо карьеры актрисы, Твинкл — популярная колумнистка газеты Daily News and Analysis, а в 2015 году вышла её книга «Mrs Funnybones», которая стала бестселлером в первую неделю продаж. Через год она опубликовала вторую книгу «The Legend of Lakshmi Prasad» и серию рассказов.
Также Твинкл является дизайнером интерьеров, открывшим несколько магазинов по интерьеру дома. Однако она не имела профессионального образования в этой области, во время её первой беременности она натренировалась составлять планы и проекты, используя CAD. Она создала интерьеры для домов таких актрис, как Рани Мукерджи Римы Сен и Табу, а также квартиру Карины Капур в районе Бандра

## Личная жизнь
С 14 января 2001 года Твинкл замужем за актёром Акшайем Кумаром (род.1967). У супругов есть двое детей — сын Араав Кумар (род.15.09.2002) и дочь Нитара Кханна Бхатия (род.25.09.2012).

## Фильмография
| Год  |   | Русское название      | Оригинальное название        | Роль           |
| ---- | - | --------------------- | ---------------------------- | -------------- |
| 1995 | ф | Дождь                 | Barsaat                      | Тина Оберой    |
| 1996 | ф |                       | Jaan                         | Каджал         |
| 1996 | ф |                       | Dil Tera Diwana              | Комал          |
| 1997 | ф |                       | Uff! Yeh Mohabbat            | Сония Верма    |
| 1997 | ф |                       | Itihaas                      | Наина          |
| 1998 | ф |                       | Jab Pyaar Kisise Hota Hai    | Комал Сингх    |
| 1999 | ф |                       | International Khiladi        | Паял           |
| 1999 | ф |                       | Zulmi                        | Комал Датт     |
| 1999 | ф |                       | Seenu (тел.)                 | Швета          |
| 1999 | ф |                       | Baadshah                     | Сима Мальхотра |
| 1999 | ф |                       | Yeh Hai Mumbai Meri Jaan     | Джасмин Арора  |
| 2000 | ф |                       | Mela                         | Рупа Сингх     |
| 2000 | ф |                       | Chal Mere Bhai               | Пуджа          |
| 2000 | ф |                       | Joru Ka Ghulam               | Дурга          |
| 2001 | ф |                       | Jodi No.1                    | Тина           |
| 2001 | ф | Делайте всё для любви | Love Ke Liye Kuch Bhi Karega | Анджали        |